# Đội tuyển bóng đá quốc gia Hungary
Đội tuyển bóng đá quốc gia Hungary (tiếng Hungary: Magyar labdarúgó-válogatott) là đội tuyển cấp quốc gia của Hungary do Liên đoàn bóng đá Hungary quản lý.
Trận thi đấu quốc tế đầu tiên của đội tuyển Hungary là trận gặp đội tuyển Áo vào năm 1902. Thành tích tốt nhất của cho đến nay là hai lần á quân tại World Cup 1938, World Cup 1954, vị trí thứ ba tại Euro 1964 và 3 tấm huy chương vàng tại 3 kỳ Thế vận hội 1952, 1964, 1968.

## Danh hiệu
- Vô địch thế giới: 0

Á quân: 1938; 1954
- Vô địch châu Âu: 0

Hạng ba: 1964
- Bóng đá nam tại Olympic:

 1952; 1964; 1968
 1972
 1960

## Thành tích

### Giải vô địch bóng đá thế giới
| Năm           | Kết quả                  | Thứ hạng                 | Số trận                  | Thắng                    | Hoà                      | Thua                     | Bàn thắng                | Bàn thua                 |
| ------------- | ------------------------ | ------------------------ | ------------------------ | ------------------------ | ------------------------ | ------------------------ | ------------------------ | ------------------------ |
| 1930          | Không tham dự            | Không tham dự            | Không tham dự            | Không tham dự            | Không tham dự            | Không tham dự            | Không tham dự            | Không tham dự            |
| 1934          | Tứ kết                   | 6th                      | 2                        | 1                        | 0                        | 1                        | 5                        | 4                        |
| 1938          | Á quân                   | 2nd                      | 4                        | 3                        | 0                        | 1                        | 15                       | 5                        |
| 1950          | Không tham dự            | Không tham dự            | Không tham dự            | Không tham dự            | Không tham dự            | Không tham dự            | Không tham dự            | Không tham dự            |
| 1954          | Á quân                   | 2nd                      | 5                        | 4                        | 0                        | 1                        | 27                       | 10                       |
| 1958          | Vòng 1                   | 10th                     | 4                        | 1                        | 1                        | 2                        | 7                        | 5                        |
| 1962          | Tứ kết                   | 5th                      | 4                        | 2                        | 1                        | 1                        | 8                        | 3                        |
| 1966          | Tứ kết                   | 6th                      | 4                        | 2                        | 0                        | 2                        | 8                        | 7                        |
| 1970 đến 1974 | Không vượt qua vòng loại | Không vượt qua vòng loại | Không vượt qua vòng loại | Không vượt qua vòng loại | Không vượt qua vòng loại | Không vượt qua vòng loại | Không vượt qua vòng loại | Không vượt qua vòng loại |
| 1978          | Vòng 1                   | 15th                     | 3                        | 0                        | 0                        | 3                        | 3                        | 8                        |
| 1982          | Vòng 1                   | 14th                     | 3                        | 1                        | 1                        | 1                        | 12                       | 6                        |
| 1986          | Vòng 1                   | 18th                     | 3                        | 1                        | 0                        | 2                        | 2                        | 9                        |
| 1990 đến 2022 | Không vượt qua vòng loại | Không vượt qua vòng loại | Không vượt qua vòng loại | Không vượt qua vòng loại | Không vượt qua vòng loại | Không vượt qua vòng loại | Không vượt qua vòng loại | Không vượt qua vòng loại |
| 2026 đến 2034 | Chưa xác định            | Chưa xác định            | Chưa xác định            | Chưa xác định            | Chưa xác định            | Chưa xác định            | Chưa xác định            | Chưa xác định            |
| Tổng          | 9/20 2 lần á quân        | 2                        | 32                       | 15                       | 3                        | 14                       | 87                       | 57                       |

### Giải vô địch bóng đá châu Âu
| Năm           | Kết quả                  | Số trận                  | Thắng                    | Hoà                      | Thua                     | Bàn thắng                | Bàn thua                 |
| ------------- | ------------------------ | ------------------------ | ------------------------ | ------------------------ | ------------------------ | ------------------------ | ------------------------ |
| 1960          | Không tham dự            | Không tham dự            | Không tham dự            | Không tham dự            | Không tham dự            | Không tham dự            | Không tham dự            |
| 1964          | Hạng ba                  | 2                        | 1                        | 0                        | 1                        | 4                        | 3                        |
| 1968          | Không vượt qua vòng loại | Không vượt qua vòng loại | Không vượt qua vòng loại | Không vượt qua vòng loại | Không vượt qua vòng loại | Không vượt qua vòng loại | Không vượt qua vòng loại |
| 1972          | Hạng tư                  | 2                        | 0                        | 0                        | 2                        | 1                        | 3                        |
| 1976 đến 2012 | Không vượt qua vòng loại | Không vượt qua vòng loại | Không vượt qua vòng loại | Không vượt qua vòng loại | Không vượt qua vòng loại | Không vượt qua vòng loại | Không vượt qua vòng loại |
| 2016          | Vòng 2                   | 4                        | 1                        | 2                        | 1                        | 6                        | 8                        |
| 2020          | Vòng 1                   | 3                        | 0                        | 2                        | 1                        | 3                        | 6                        |
| 2024          | Vòng 1                   | 3                        | 1                        | 0                        | 2                        | 2                        | 5                        |
| 2028          | Chưa xác định            | Chưa xác định            | Chưa xác định            | Chưa xác định            | Chưa xác định            | Chưa xác định            | Chưa xác định            |
| 2032          | Chưa xác định            | Chưa xác định            | Chưa xác định            | Chưa xác định            | Chưa xác định            | Chưa xác định            | Chưa xác định            |
| Tổng cộng     | 5/17 1 lần hạng ba       | 14                       | 3                        | 4                        | 7                        | 16                       | 25                       |

### UEFA Nations League
| Thành tích tại UEFA Nations League | Thành tích tại UEFA Nations League | Thành tích tại UEFA Nations League | Thành tích tại UEFA Nations League | Thành tích tại UEFA Nations League | Thành tích tại UEFA Nations League | Thành tích tại UEFA Nations League | Thành tích tại UEFA Nations League | Thành tích tại UEFA Nations League | Thành tích tại UEFA Nations League | Thành tích tại UEFA Nations League | Thành tích tại UEFA Nations League | Thành tích tại UEFA Nations League |
| Mùa giải                           | Hạng đấu                           | Bảng                               | Kết quả                            | Pos                                | Pld                                | W                                  | D                                  | L                                  | GF                                 | GA                                 | RK                                 |                                    |
| ---------------------------------- | ---------------------------------- | ---------------------------------- | ---------------------------------- | ---------------------------------- | ---------------------------------- | ---------------------------------- | ---------------------------------- | ---------------------------------- | ---------------------------------- | ---------------------------------- | ---------------------------------- | ---------------------------------- |
| 2018–19                            | C                                  | 2                                  | Vòng bảng                          | 2nd                                | 6                                  | 3                                  | 1                                  | 2                                  | 9                                  | 6                                  | 31/55                              |                                    |
| 2020–21                            | B                                  | 3                                  | Vòng bảng                          | 1st                                | 6                                  | 3                                  | 2                                  | 1                                  | 7                                  | 4                                  | 20/55                              |                                    |
| 2022–23                            | A                                  | 3                                  | Vòng bảng                          | 2nd                                | 6                                  | 3                                  | 1                                  | 2                                  | 8                                  | 5                                  | 8/55                               |                                    |
| Tổng cộng                          | A                                  | —                                  | —                                  | 3/3                                | 18                                 | 9                                  | 4                                  | 5                                  | 24                                 | 15                                 | —                                  |                                    |

### Thế vận hội
- (Nội dung thi đấu dành cho cấp đội tuyển quốc gia cho đến kỳ Đại hội năm 1988)

| Năm           | Kết quả                  | Thứ hạng                 | Pld                      | W                        | D                        | L                        | GF                       | GA                       |
| ------------- | ------------------------ | ------------------------ | ------------------------ | ------------------------ | ------------------------ | ------------------------ | ------------------------ | ------------------------ |
| 1900 đến 1908 | Không tham dự            | Không tham dự            | Không tham dự            | Không tham dự            | Không tham dự            | Không tham dự            | Không tham dự            | Không tham dự            |
| 1912          | Vòng 2                   | 10th                     | 1                        | 0                        | 0                        | 1                        | 0                        | 7                        |
| 1920          | Không tham dự            | Không tham dự            | Không tham dự            | Không tham dự            | Không tham dự            | Không tham dự            | Không tham dự            | Không tham dự            |
| 1924          | Vòng 2                   | 9th                      | 2                        | 1                        | 0                        | 1                        | 5                        | 3                        |
| 1928          | Không tham dự            | Không tham dự            | Không tham dự            | Không tham dự            | Không tham dự            | Không tham dự            | Không tham dự            | Không tham dự            |
| 1936          | Vòng 1                   | 13th                     | 1                        | 0                        | 0                        | 1                        | 0                        | 3                        |
| 1948          | Không tham dự            | Không tham dự            | Không tham dự            | Không tham dự            | Không tham dự            | Không tham dự            | Không tham dự            | Không tham dự            |
| 1952          | Huy chương vàng          | 1st                      | 6                        | 6                        | 0                        | 0                        | 20                       | 2                        |
| 1956          | Không tham dự            | Không tham dự            | Không tham dự            | Không tham dự            | Không tham dự            | Không tham dự            | Không tham dự            | Không tham dự            |
| 1960          | Huy chương đồng          | 3rd                      | 5                        | 4                        | 0                        | 1                        | 17                       | 9                        |
| 1964          | Huy chương vàng          | 1st                      | 5                        | 5                        | 0                        | 0                        | 22                       | 6                        |
| 1968          | Huy chương vàng          | 1st                      | 5                        | 5                        | 1                        | 0                        | 18                       | 3                        |
| 1972          | Huy chương bạc           | 2nd                      | 7                        | 5                        | 1                        | 1                        | 21                       | 5                        |
| 1976 đến 1988 | Không vượt qua vòng loại | Không vượt qua vòng loại | Không vượt qua vòng loại | Không vượt qua vòng loại | Không vượt qua vòng loại | Không vượt qua vòng loại | Không vượt qua vòng loại | Không vượt qua vòng loại |
| Tổng cộng     | 3 lần huy chương vàng    | 3 lần huy chương vàng    | 32                       | 26                       | 2                        | 5                        | 103                      | 38                       |

## Các kỷ lục
Tính đến 23 tháng 6 năm 2024.
Cầu thủ in đậm vẫn còn thi đấu ở đội tuyển quốc gia.

### Số lần khoác áo đội tuyển quốc gia
| STT | Tên cầu thủ      | Số trận | Bàn thắng | Thời gian thi đấu |
| --- | ---------------- | ------- | --------- | ----------------- |
| 1   | Balázs Dzsudzsák | 109     | 21        | 2007–2022         |
| 2   | Gábor Király     | 108     | 0         | 1998–2016         |
| 3   | József Bozsik    | 101     | 11        | 1947–1962         |
| 4   | Zoltán Gera      | 97      | 26        | 2002–2017         |
| 5   | Roland Juhász    | 95      | 6         | 2004–2016         |
| 6   | László Fazekas   | 92      | 20        | 1968–1983         |
| 7   | Gyula Grosics    | 86      | 0         | 1947–1962         |
| 7   | Ádám Szalai      | 86      | 26        | 2009–2022         |
| 9   | Ferenc Puskás    | 85      | 84        | 1945–1956         |
| 10  | Ádám Nagy        | 84      | 2         | 2015–             |

### Ghi bàn nhiều nhất

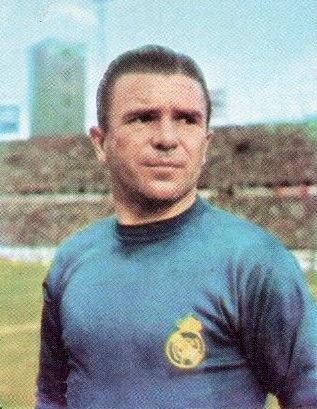
Ferenc Puskás là cầu thủ ghi nhiều bàn thắng nhất với 84 bàn thắng.

| STT | Tên cầu thủ      | Bàn thắng | Số trận | Hiệu suất | Thời gian thi đấu |
| --- | ---------------- | --------- | ------- | --------- | ----------------- |
| 1   | Ferenc Puskás    | 84        | 85      | 0.99      | 1945–1956         |
| 2   | Sándor Kocsis    | 75        | 68      | 1.1       | 1948–1956         |
| 3   | Imre Schlosser   | 59        | 68      | 0.87      | 1906–1927         |
| 4   | Lajos Tichy      | 51        | 72      | 0.71      | 1955–1971         |
| 5   | György Sárosi    | 42        | 62      | 0.68      | 1931–1943         |
| 6   | Nándor Hidegkuti | 39        | 69      | 0.57      | 1945–1958         |
| 7   | Ferenc Bene      | 36        | 76      | 0.47      | 1962–1979         |
| 8   | Gyula Zsengellér | 32        | 39      | 0.82      | 1936–1947         |
| 8   | Tibor Nyilasi    | 32        | 70      | 0.46      | 1975–1985         |
| 10  | Flórián Albert   | 31        | 74      | 0.42      | 1959–1974         |

## Đội hình

### Đội hình hiện tại
Đội hình đã hoàn thành UEFA Euro 2024.

Số liệu thống kê tính đến ngày 23 tháng 6 năm 2024 sau trận gặp Scotland.

| Số | VT | Cầu thủ                         | Ngày sinh (tuổi)  | Trận | Bàn | Câu lạc bộ         |
| -- | -- | ------------------------------- | ----------------- | ---- | --- | ------------------ |
| 1  | TM | Péter Gulácsi                   | 6 tháng 5, 1990   | 57   | 0   | RB Leipzig         |
| 12 | TM | Dénes Dibusz                    | 16 tháng 11, 1990 | 36   | 0   | Ferencváros        |
| 22 | TM | Péter Szappanos                 | 14 tháng 11, 1990 | 1    | 0   | Paks               |
|    |    |                                 |                   |      |     |                    |
| 2  | HV | Ádám Lang                       | 17 tháng 1, 1993  | 70   | 2   | Omonia             |
| 3  | HV | Botond Balogh                   | 6 tháng 6, 2002   | 4    | 0   | Parma              |
| 4  | HV | Attila Szalai                   | 20 tháng 1, 1998  | 46   | 1   | SC Freiburg        |
| 5  | HV | Attila Fiola                    | 17 tháng 2, 1990  | 59   | 2   | Fehérvár           |
| 6  | HV | Willi Orbán                     | 3 tháng 11, 1992  | 48   | 6   | RB Leipzig         |
| 21 | HV | Endre Botka                     | 25 tháng 8, 1994  | 27   | 1   | Ferencváros        |
| 24 | HV | Márton Dárdai                   | 12 tháng 2, 2002  | 6    | 0   | Hertha BSC         |
|    |    |                                 |                   |      |     |                    |
| 7  | TV | Loïc Négo                       | 15 tháng 1, 1991  | 36   | 2   | Le Havre           |
| 8  | TV | Ádám Nagy                       | 17 tháng 6, 1995  | 84   | 2   | Spezia             |
| 10 | TV | Dominik Szoboszlai (đội trưởng) | 25 tháng 10, 2000 | 45   | 12  | Liverpool          |
| 11 | TV | Milos Kerkez                    | 7 tháng 11, 2003  | 19   | 0   | Bournemouth        |
| 13 | TV | András Schäfer                  | 13 tháng 4, 1999  | 28   | 3   | Union Berlin       |
| 14 | TV | Bendegúz Bolla                  | 22 tháng 11, 1999 | 20   | 0   | Rapid Wien         |
| 15 | TV | László Kleinheisler             | 8 tháng 4, 1994   | 53   | 3   | Hajduk Split       |
| 16 | TV | Dániel Gazdag                   | 2 tháng 3, 1996   | 26   | 4   | Philadelphia Union |
| 17 | TV | Callum Styles                   | 28 tháng 3, 2000  | 23   | 0   | Barnsley           |
| 18 | TV | Zsolt Nagy                      | 25 tháng 5, 1993  | 22   | 3   | Puskás Akadémia    |
| 26 | TV | Mihály Kata                     | 13 tháng 4, 2002  | 3    | 0   | MTK Budapest       |
|    |    |                                 |                   |      |     |                    |
| 9  | TĐ | Martin Ádám                     | 6 tháng 11, 1994  | 25   | 3   | Ulsan HD           |
| 19 | TĐ | Barnabás Varga                  | 25 tháng 10, 1994 | 14   | 7   | Ferencváros        |
| 20 | TĐ | Roland Sallai                   | 22 tháng 5, 1997  | 52   | 13  | SC Freiburg        |
| 23 | TĐ | Kevin Csoboth                   | 20 tháng 6, 2000  | 10   | 1   | Újpest             |
| 25 | TĐ | Krisztofer Horváth              | 8 tháng 1, 2002   | 2    | 0   | Kecskemét          |

### Triệu tập gần đây
Đội hình dưới đây được triệu tập trong vòng 12 tháng.
| Vt | Cầu thủ           | Ngày sinh (tuổi)  | Số trận | Bt | Câu lạc bộ      | Lần cuối triệu tập               |
| -- | ----------------- | ----------------- | ------- | -- | --------------- | -------------------------------- |
| TM | Balázs Tóth       | 4 tháng 9, 1997   | 0       | 0  | Fehérvár        | v. Kosovo, 26 March 2024         |
| TM | Patrik Demjén     | 22 tháng 3, 1998  | 0       | 0  | MTK Budapest    | v. Montenegro, 19 November 2023  |
|    |                   |                   |         |    |                 |                                  |
| HV | Attila Mocsi      | 29 tháng 5, 2000  | 1       | 0  | Çaykur Rizespor | v. Kosovo, 26 March 2024         |
| HV | Gábor Szalai      | 9 tháng 6, 2000   | 0       | 0  | Lausanne-Sport  | v. Kosovo, 26 March 2024\        |
|    |                   |                   |         |    |                 |                                  |
| TV | Zsolt KalmárINJ   | 9 tháng 6, 1995   | 36      | 3  | Fehérvár        | v. Montenegro, 19 November 2023  |
| TV | Soma Szuhodovszki | 30 tháng 12, 1999 | 1       | 0  | Debrecen        | v. Montenegro, 19 November 2023\ |
|    |                   |                   |         |    |                 |                                  |
| TĐ | Zalán Vancsa      | 27 tháng 10, 2004 | 2       | 0  | Lommel          | v. Kosovo, 26 March 2024         |
| TĐ | András Németh     | 9 tháng 11, 2002  | 4       | 1  | Hamburger SV    | v. Montenegro, 19 November 2023  |

INJ Cầu thủ rút lui vì chấn thương.

PRE Đội hình sơ bộ.

RET Đã chia tay đội tuyển quốc gia.